# جان فرانکلین-رابینز
جان فرانکلین-رابینز (انگلیسی: John Franklyn-Robbins؛ ‏ ۱۴ دسامبر ۱۹۲۴ – ۲۱ مارس ۲۰۰۹) بازیگر و صداپیشه اهل بریتانیا بود.
از فیلم‌ها یا برنامه‌های تلویزیونی که وی در آن نقش داشته‌است، می‌توان به دکتر هو، زن سیاه‌پوش، پیشتازان فضا: نسل بعدی، قطب‌نمای طلایی، وسوسه‌ام نکن، لولیتا، خانم دالووی، دکتر جکیل و خانم هاید، از سرزمینی دور، شیردل، مرد پازلی، خیانتکار، ونیتی فیر و اِما اشاره کرد.